# پیست (مجله)
پیست (انگلیسی: Paste) ماهنامه‌ای است دیجیتال در حوزه موسیقی و سرگرمی که دفتر مرکزی‌اش در دیکاتر، جورجیا قرار دارد و استودیوهایی در منهتن و دونپورت، آیووا نیز دارد و به ولفگانگز والت تعلق دارد. این مجله کارش را به عنوان پایگاه اینترنتی در ۱۹۹۸ آغاز کرد. بین سال‌های ۲۰۰۲ تا ۲۰۱۰ و پیش از انتشار برخط، به صورت چاپی منتشر می‌شد.